# أشرف الدين حسن الغزنوي
أشرف الدين أبو محمد حسن بن محمد حسيني غزنوي كان شاعر فارسيًّا في القرن 12، كتب ملمعات. لُقب بالسيد، بسبب نسبه الذي يرجع للنبي محمد، وكان يفتخر بأنه حفيد النبي بشعره.
أصله من غزنة الموجودة الآن في أفغانستان، خدم في الغالب تحت حكم بهرام شاه من بالدولة الغزنوية. كما خدم السلطان سنجر لفترة من الوقت. توفي في آزادوار [الإنجليزية] بإيران ، ودُفن هناك.
ويحتوي ديوانه على 83 غزلاً.
توفي حوالي سنة 1160 أو 1161.

## ملحوظات
1. ↑  "ḤASAN-E ḠAZNAVI – Encyclopaedia Iranica". www.iranicaonline.org. مؤرشف من الأصل في 2024-12-01. اطلع عليه بتاريخ 2020-03-28.
2. ↑  Fisher, William Bayne; Boyle, J. A.; Boyle, John Andrew; Frye, Richard Nelson (1968). The Cambridge History of Iran (بالإنجليزية). Cambridge University Press. p. 562. ISBN:978-0-521-06936-6.

## طالع أيضًا
- قائمة الشعراء والمؤلفين الفارسيين [الإنجليزية]
- الأدب الفارسي